# Autunno (singolo)
Autunno è un singolo della cantante italiana Noemi, pubblicato l'8 settembre 2017 come primo estratto dal sesto album in studio La luna.

## Descrizione
Il brano è stato scritto da Tommaso Paradiso, allora frontman dei Thegiornalisti, e musicato da quest'ultimo insieme al produttore Dardust.

## Video musicale
Il video, diretto da Fabrizio Cestari, è stato girato a Cinecittà World e reso disponibile il 9 settembre attraverso il canale YouTube della cantante. Parzialmente ispirato al film La La Land, il video ha visto la partecipazione di Massimiliano Varrese.